# Thymoites maracayensis
Thymoites maracayensis là một loài nhện trong họ Theridiidae.
Loài này thuộc chi Thymoites. Thymoites maracayensis được Herbert Walter Levi miêu tả năm 1964.